# Michael Lazar Biedermann
Biedermann Michael Lazar, magyarul Biedermann Mihály Lázár (Pozsony, 1769. augusztus 13. – Baden, 1848. augusztus 21.) ausztriai zsidó nagykereskedő, udvari ékszerész, bankár és gyáriparos, aki az úgynevezett „Hof-Jude”, vagyis „udvari zsidó” szerepét töltötte be. Emberbaráti tevékenységéről is ismert, ezen kívül ő volt a bécsi zsidó hitközség és az első bécsi zsinagóga egyik alapítója, a zsidó árvaház fenntartója. Szinte minden korabeli zsidó kezdeményezés nagylelkű támogatója volt. Leszármazottai a turonyi, üszöghi és mozsgói Biedermann család tagjai. A zsidó család turonyi lovagi ága mindmáig virágzik, többek között Biedermann Dénes budapesti vállalkozó személyében.

## Élete
Vésnökinas volt és olyan művészi kivitelű pecsétet készített, hogy legfelsőbb helyről elismerést és Bécsben való iparűzési engedélyt kapott. Pecsétüzletet, majd ékszerészetet alapított, de vagyonra szert téve, a gyapjúnemesítés gondolatával is foglalkozott és ezt a gyakorlatban Ausztriában, de főleg Magyarországon az ő vállalkozása honosította meg. Ő alapította az első gyapjú-osztályozó intézetet, azonkívül a morvaországi Teltschben 600 embert foglalkoztató hasonló intézményt létesített. A kormánykörök bizalma oly nagy volt iránta, hogy Zichy gróf pénzügyminiszter a pénzhamisítási ügyben állami biztosnak nevezte ki. Biedermann a hamis bankókat saját pénzén váltotta be. Az éhínség és rossz termés idején is a kormánynak nemcsak gabonakészletet, hanem készpénzt is bocsátott rendelkezésre, a francia háború idején pedig 300 000 forintot kamatmentesen. 1830-ban megkapta az akkor nagyon kitüntető „Hofjuwelier” címet. Hasonló szolgálatokat tett a bécsi zsidó hitközségnek is élete végéig. 1812-ben von Hoffmansthallal együtt megalapította a vallásiskolát és az 1826-ban felavatott templomot; az izraelita kórház létrejöttében is oszlopos része volt, ezenkívül külön alapítványokkal gondoskodott a betegekről, özvegyekről, árvákról, tanítókról és hitközségi alkalmazottakról.